# 30525 Lenbright
30525 Lenbright este o planetă minoră (asteroid), cu un diametru de 2,939 km, din centura de asteroizi. A fost descoperită pe 27 iunie 2001 la Stația Anderson Mesa de Lowell Observatory Near-Earth-Object Search. 
Obiectul prezintă o orbită caracterizată de o semiaxă mare de 2,7530442 UAi, o excentricitate de 0,09, o înclinație de 1,64014 ° în raport cu ecliptica.